# Antonio Piaggio
Antonio Piaggio, född 1713 i Genua, avliden omkring 1796–1797 i Neapel, var en italiensk präst och skriftlärd, som på 1750-talet uppfann en maskin som rullade upp förkolnade papyrusrullar från Herculaneum, och som tillbringade resten av perioden 1779–1795 med att i en dagbok dokumentera Vesuvius aktivitet på uppdrag för William Hamilton.

## Papyrusrullarna från Herculaneum

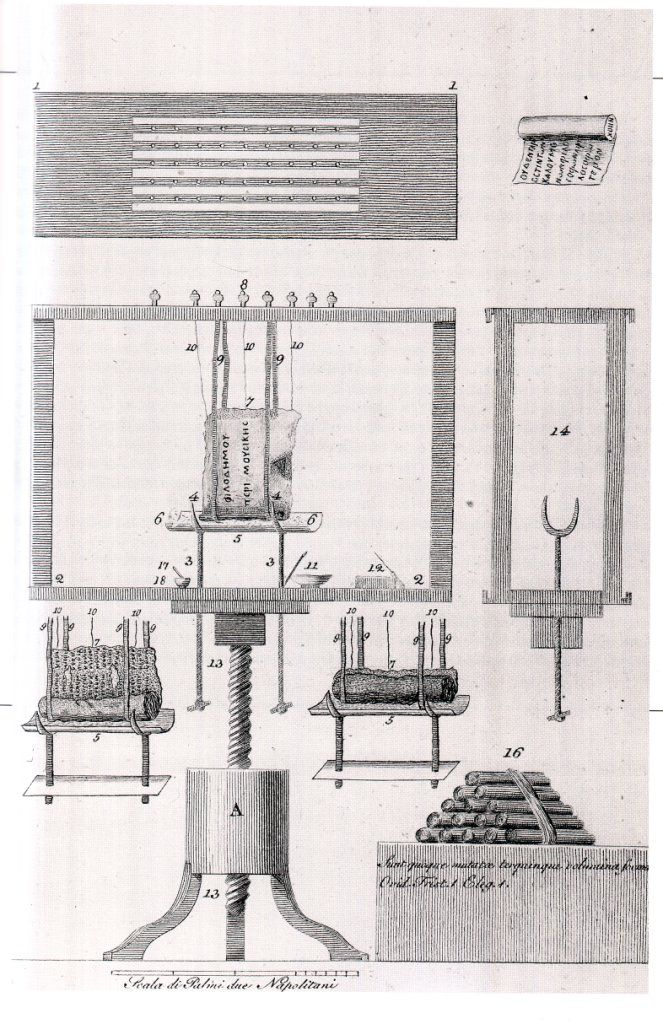
Piaggios maskin för att rulla upp förkolnade papyrusrullar

Villa dei Papyri upptäcktes 1752 i den romerska staden Herculaneum, efter att ha varit begravd i lava sedan Vesuvius utbrott år 79 efter Kristus. Papyrusrullar i villans bibliotek hade förkolnats i den syrefria hettan och sedan bevarats i den vulkaniska massan. Stora ansträngningar gjordes för att försöka rulla upp skrifterna och tyda dem. Antonio Piaggio, som var präst och förvaltare av Vatikanbibliotekets manuskript, kallades in till Neapel för att hjälpa till och uppfann då en maskin som rullade upp den förkolnade rullen med hjälp av silkestrådar, som var fästa vid papyrusets ytterända. Upprullningen lyckades delvis, men visade sig också förstöra de ömtåliga rullarna. Processen var dock ett stort framsteg jämfört med dittillsvarande metoder.

## Vesuvius
Antonio Piaggio skrev mellan september 1779 och augusti 1795 en serie dagböcker för William Hamilton, i vilka han dagligen noterade observationer och gjorde skisser av Vesuvius, som kunde ses från hans bostad nära Resina. Hamilton gav dessa dagböcker till Joseph Banks, och de donerades senare till Royal Society.
En av Antonio Piaggios skisser över 1779 års utbrott av Vesuvius användes av Hamilton för att illustrera boken Campi Phlegraei.